# وادي الجرافي

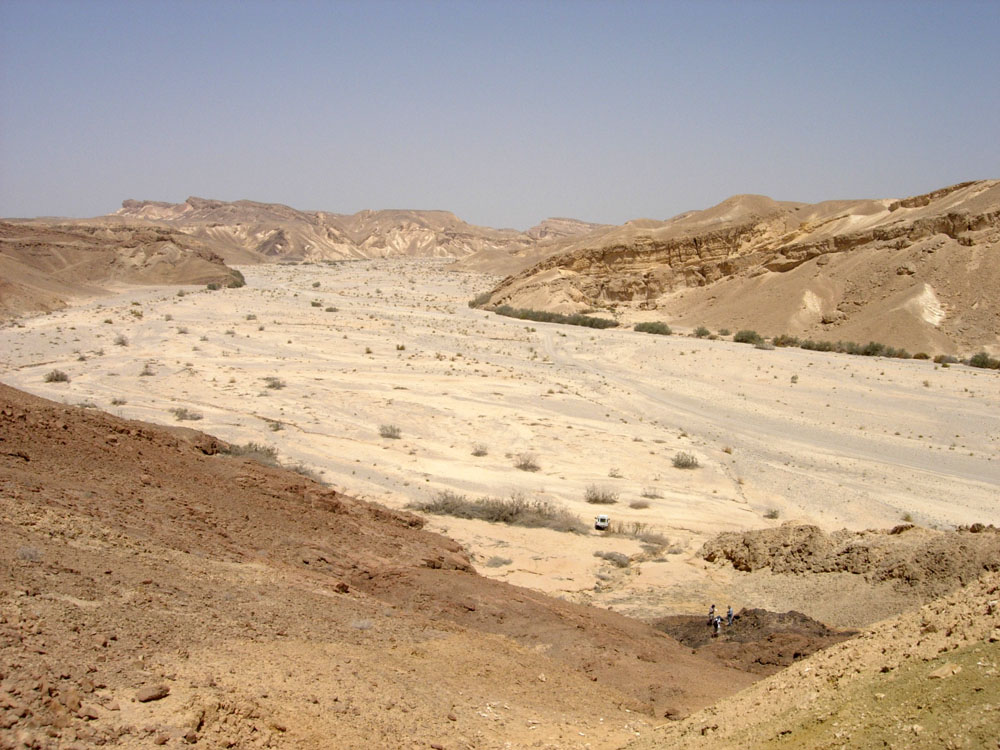

وادي الجرافي، هو وادي يمرّ عبر جبال النقب فيقسمها لقسمين، وحدة شمالية ووحدة جنوبية هو من أبرز الروافد الشمالية لوادي عربة حيث يحمل إليه مياه السيول من جبال سماوة أو سماوي ومن شرق شبه جزيرة سيناء. يدخل هذا الوادي القادم من سيناء إلى فلسطين عبر مرتفع يبلغ ارتفاعه 457 مترا حتى يصب بمصبه على ارتفاع 75 مترا، أم عرض الوادي فيبلغ 147 كم. أما نظام جريان هذا النهر فتتحكم فيه الأحوال المناخية الصحراوية السائدة، لذلك فإن نظام الجريان غير منتظم يكون الجريان غالبا في الشتاء بفضل الأمطار ويعتبر هذا الوادي خير مثال على الأودية الصحراوية في فلسطين.